# クリス・ドーカス
クリス・ドーカス（Chris Daukaus、1989年9月25日 - ）は、アメリカ合衆国の男性総合格闘家。ペンシルベニア州フィラデルフィア出身。マルティネスBJJ所属。

## 来歴
ペンシルベニア州立大学を中退後、警察学校へ入学するまでの間、体力作りのために格闘技のトレーニングを始めた。

### 総合格闘技
2013年、プロ総合格闘技デビュー。ローカル団体で11戦8勝の戦績を残す。

### UFC
2020年8月15日、UFC初参戦となったUFC 252でパーカー・ポーターと対戦し、スタンドパンチ連打から右膝蹴りで1RTKO勝ち。
2020年10月11日、UFC Fight Night: Moraes vs. Sandhagenでキャリア8戦無敗のホドリゴ・ナシメントと対戦。左フックでダウンを奪い、立ち上がったナシメントに追撃の左フックで開始45秒のKO勝ち。パフォーマンス・オブ・ザ・ナイトを受賞した。
2021年2月20日、UFC Fight Night: Blaydes vs. Lewisでヘビー級ランキング10位のアレクセイ・オレイニクと対戦し、スタンドパンチ連打で1RTKO勝ち。パフォーマンス・オブ・ザ・ナイトを受賞した。
2021年9月25日、UFC 266でヘビー級ランキング7位のシャミル・アブドゥラヒモフと対戦。1R終盤に左フックでダウンを奪うと、2Rには右ストレートでダウンを奪いグラウンドの肘打ちでTKO勝ち。3試合連続のパフォーマンス・オブ・ザ・ナイトを受賞した。
2021年12月18日、UFC Fight Night: Lewis vs. Daukausでヘビー級ランキング3位のデリック・ルイスと対戦し、右フックで1RKO負け。
2022年3月26日、UFC on ESPN: Blaydes vs. Daukausでヘビー級ランキング4位のカーティス・ブレイズと対戦し、右ストレートでダウンを奪われパウンドで2RTKO負け。
2022年12月10日、UFC 282でヘビー級ランキング9位のジャルジーニョ・ホーゼンストライクと対戦し、左ジャブで開始23秒のKO負け。
2023年8月12日、ライトヘビー級転向初戦となったUFC on ESPN: Luque vs. dos Anjosでライトヘビー級ランキング13位のカリル・ラウントリー・ジュニアと対戦し、左ストレートでダウンを奪われパウンドで1RTKO負け。4連敗となった。この試合を最後にUFCからリリースされた。

## 人物・エピソード
- ファイターと並行して地元フィラデルフィアで警察官として働いている。
- 同じく総合格闘家でUFCに参戦している元CFFCミドル級王者のカイル・ドーカスは実弟。

## 戦績
| 総合格闘技 戦績 | 総合格闘技 戦績 | 総合格闘技 戦績 | 総合格闘技 戦績 | 総合格闘技 戦績 | 総合格闘技 戦績 | 総合格闘技 戦績 |
| --------------- | --------------- | --------------- | --------------- | --------------- | --------------- | --------------- |
| 19 試合         | (T)KO           | 一本            | 判定            | その他          | 引き分け        | 無効試合        |
| 12 勝           | 11              | 0               | 1               | 0               | 0               | 0               |
| 7 敗            | 6               | 1               | 0               | 0               | 0               | 0               |

| 勝敗 | 対戦相手                             | 試合結果                                       | 大会名                                               | 開催年月日     |
| ×    | カリル・ラウントリー・ジュニア       | 1R 2:40 TKO（左ストレート→パウンド）           | UFC on ESPN 51: Luque vs. dos Anjos                  | 2023年8月12日  |
| ×    | ジャルジーニョ・ホーゼンストライク   | 1R 0:23 KO（左ジャブ）                         | UFC 282: Błachowicz vs. Ankalaev                     | 2022年12月10日 |
| ×    | カーティス・ブレイズ                 | 2R 0:17 TKO（右ストレート→パウンド）           | UFC on ESPN 33: Blaydes vs. Daukaus                  | 2022年3月26日  |
| ×    | デリック・ルイス                     | 1R 3:36 KO（右フック）                         | UFC Fight Night: Lewis vs. Daukaus                   | 2021年12月18日 |
| ○    | シャミル・アブドゥラヒモフ           | 2R 1:23 TKO（右ストレート→グラウンドの肘打ち） | UFC 266: Volkanovski vs. Ortega                      | 2021年9月25日  |
| ○    | アレクセイ・オレイニク               | 1R 1:55 TKO（スタンドパンチ連打）              | UFC Fight Night: Blaydes vs. Lewis                   | 2021年2月20日  |
| ○    | ホドリゴ・ナシメント                 | 1R 0:45 KO（左フック）                         | UFC Fight Night: Moraes vs. Sandhagen                | 2020年10月11日 |
| ○    | パーカー・ポーター                   | 1R 4:28 TKO（右膝蹴り）                        | UFC 252: Miocic vs. Cormier 3                        | 2020年8月15日  |
| ○    | ダニー・ホームズ                     | 1R 1:30 TKO（右ハイキック→パウンド）           | Cage Fury FC 77                                      | 2019年8月16日  |
| ×    | アズンナ・アニャンウー               | 2R 4:05 TKO                                    | Cage Fury FC 73 【CageFuryFCヘビー級タイトルマッチ】 | 2019年3月2日   |
| ○    | エドウィン・スマート                 | 1R 3:49 TKO（パンチ連打）                      | Ring of Combat 65                                    | 2018年9月21日  |
| ○    | ジョシュア・マーシュ                 | 2R 2:16 TKO（パンチ連打）                      | CES MMA 52                                           | 2018年8月17日  |
| ○    | プリニオ・クルーズ                   | 1R 2:38 KO（パンチ）                           | Cage Fury FC 69                                      | 2017年12月16日 |
| ○    | アンソニー・コールマン               | 1R 3:04 TKO（パンチ連打）                      | KOTC: Regulator                                      | 2017年7月1日   |
| ○    | ジェフリー・ブラックリー             | 5分3R終了 判定3-0                              | Cage Fury FC 62                                      | 2016年12月17日 |
| ×    | ショーン・ティード                   | 2R 1:20 キーロック                             | Cage Fury FC 53                                      | 2015年12月4日  |
| ○    | ジェフリー・ブラックリー             | 2R 0:50 TKO（肩の負傷）                        | Cage Fury FC 50                                      | 2015年7月18日  |
| ×    | ヨルダニー・ヘルナンデス・フィゲロア | 1R 2:24 KO                                     | XFE 42                                               | 2014年5月10日  |
| ○    | ロバート・デュバレ                   | 1R 2:03 TKO                                    | XFE 27                                               | 2013年10月19日 |

## 表彰
- UFCパフォーマンス・オブ・ザ・ナイト（3回）